# Francis Hime
Francis Victor Walter Hime (Rio de Janeiro, 31 de agosto de 1939) é um compositor, arranjador, pianista e cantor brasileiro. Possui formação em composição, regência, harmonia e arranjo.

## Biografia
Francis Hime iniciou seus estudos de piano aos 6 anos. Em 1955, se mudou para a cidade de Lausanne, na Suíça, onde permaneceu até 1959, dedicando-se à música. Francis voltou ao Brasil para desenvolver uma amizade com alguns dos artistas que faziam parte do já consolidado movimento da bossa nova, como Vinícius de Moraes, Carlos Lyra, Baden Powell, Edu Lobo, Dori Caymmi, Wanda Sá e Marcos Valle. Sua primeira parceria dessa época com Vinícius, "Sem mais adeus", foi gravada na época por Wanda Sá e posteriormente por vários outros intérpretes.
Em 1969, formou-se em Engenharia Mecânica e casou-se com a cantora e letrista Maria Olívia Leuenroth, depois conhecida como Olívia Hime, com quem viria a ter as filhas: Maria, Joana e Luiza. No mesmo ano, Francis mudou-se para os Estados Unidos, onde deu continuidade a seus estudos musicais e permaneceu por quatro anos.
Seu vasto repertório abrange diversas canções, trilhas sonoras para filmes e teatro e, ainda, música erudita.

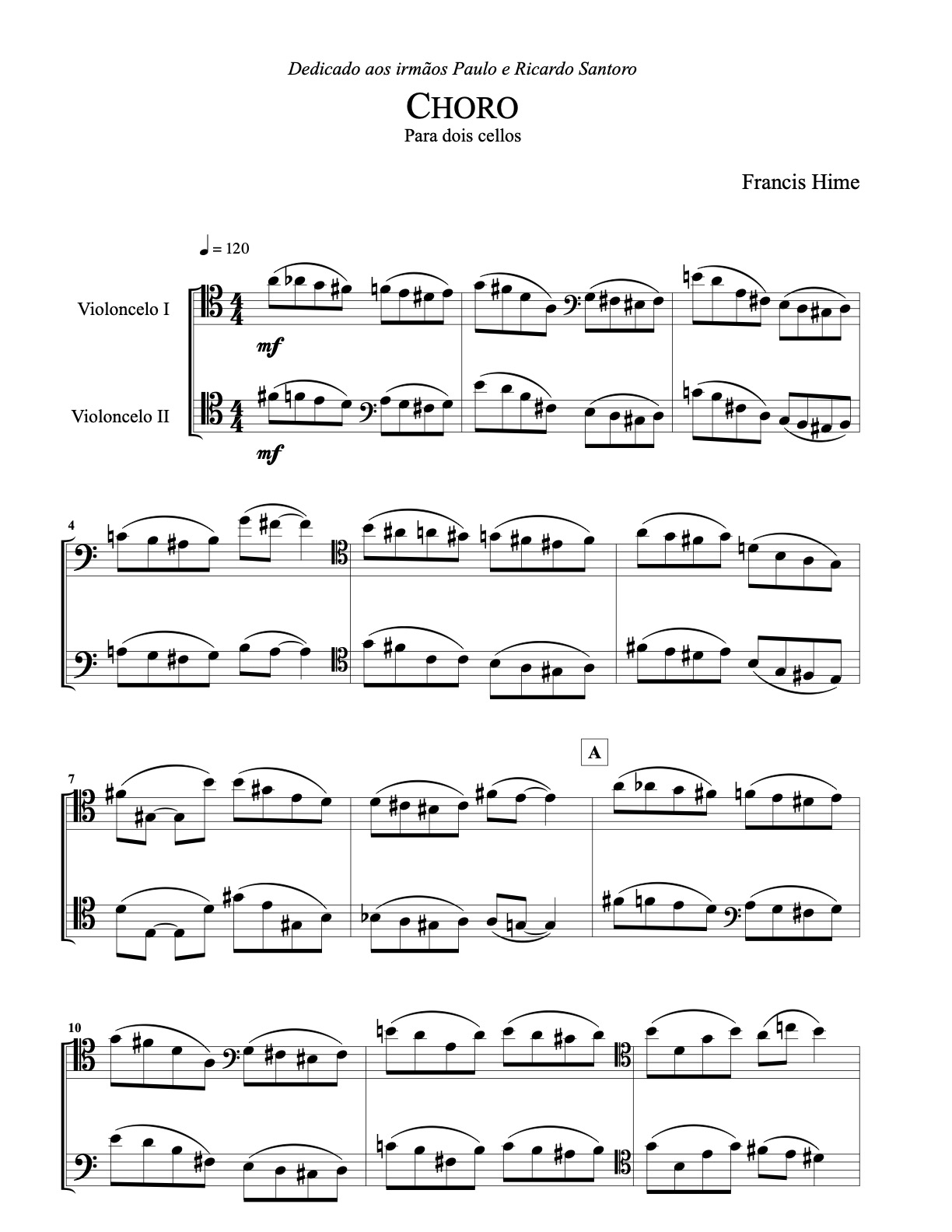
Choro para dois cellos (Francis Hime). Partitura completa disponível no [https://musicabrasilis.org.br/partituras/francis-hime-choro-para-dois-cellos Portal Musica Brasilis

## Discografia
- 1964 - Os Seis em Ponto
- 1973 - Francis Hime
- 1977 - Passaredo
- 1978 - Se Porém Fosse Portanto
- 1980 - Francis
- 1981 - Os Quatro Mineiros
- 1981 - Sonho de Moço
- 1982 - Pau Brasil
- 1985 - Clareando
- 1995 - Choro Rasgado
- 1997 - Álbum Musical
- 1998 - Sinfonia do Rio de Janeiro de São Sebastião
- 1998 - Sinfonia do Rio de Janeiro de São Sebastião - DVD
- 2001 - Meus Caros Pianistas
- 2003 - Brasil Lua Cheia
- 2003 - Brasil Lua Cheia - DVD
- 2005 - Essas Parcerias
- 2006 - Arquitetura da Flor
- 2007 - Francis Ao Vivo
- 2007 - Francis Ao Vivo - DVD
- 2009 - O tempo das palavras
- 2011 - Alma Música (com Olívia Hime)